# Афина Пирейская
Афина Пирейская — бронзовая скульптура Афины, древнегреческой богини мудрости, находящейся в настоящее время в Археологическом музее Пирея.

## История
Статуя была обнаружена в Пирее в 1959 году рабочими, которые занимались прокладкой труб под землёй. Сначала бронзовые артефакты были обнаружены на глубине 1,5 метра под землей; через несколько дней они обнаружили и скульптуру на пересечении улиц Georgiou I и Philonos. Раскопками руководил Эфтимиос Мастрокостас. Вместе со статуей Афины были обнаружены ещё три большие бронзовые статуи и другие предметы из бронзы. Скульптура Афины оказалась в очень хорошем состоянии; однако она получила некоторый ущерб от долгого нахождения на влажном полу Пирейского археологического музея.
Существуют несколько версий о происхождении Афины Пирейской. Поскольку место, где была обнаружена статуя, находилось в главной гавани города, многие ученые считают, что статуя готовилась к отправке по морю. Кроме того, как данная скульптура, так и остальные, предполагается были упакованы. На монете, найденной на этом месте была дата, эквивалентная 87—86 году до н. э. и с изображением царя Митридата VI. Поскольку известно, что Пирей был захвачен Луцием Суллой в 86 году до н. э., многие исследователи в дальнейшем предположили две теории. Одна заключается в том, что статуи собирались отправлять, чтобы спасти их от нападения соперников. Вторая теория сходится на том, что статуи отправлялись римлянами в Италию как часть их добычи. Считается, что статуя, возможно, изначально находилась в святилище Зевса и Афины Спасителей (Zeus Soter and Athena Soteira), так как пеплос на данной статуи похож на драпировку статуи Эйрены работы скульптора Кефисодота Старшего; он также создал статую Афины, находившуюся в святилище Зевса и Афины. Другие ученые считают, что статуя пришла в Пирей с острова Дилос, поскольку остальные три статуи были с изображением Артемиды, а Дилос считается местом её рождения. По мнению специалистов данная работа Афины Пирейской была создана в 360—340 годах до н. э.

## Описание
Скульптура имеет большую высоту — 2,35 метра (примерно 8 футов), считается культовой статуей.
На Афине находится пеплос, открытый с правой стороны. Одежда выглядит весьма тяжелой, о чём свидетельствуют глубокие складки ткани. Тяжелая одежда также подчеркивает её физическое присутствие и доступность, что выражено её позицией. Её левая нога более расслаблена, в то время как она переносит вес на правую ногу. Пассивное и нежное выражение на её лице также обозначено с точки зрения доступности.
Поверх пеплоса по диагонали на её теле находится эгида, которая имеет миниатюрную голову Горгоны и переплетающихся змей. По мнению части специалистов диагональное расположение эгиды дает Афине раскачивающее движение, чтобы взгляд зрителя был обращён на то, что она держала в правой руке. В ладони этой руки имеется отверстие, а большой палец указывает на то, что Афина изначально держала предмет, но его назначение неизвестно. Некоторые учёные полагают, что это могла быть сова (символ мудрости) или богиня Ника (символ победы); также они предполагают, что возможно Афина держала в левой руке копье или щит.
Шлем на голове Афины также помогает датировать статую. Это потому, что она носит коринфский шлем, который в четвёртом веке до нашей эры стал очень популярным, в отличие от аттического шлема, в котором она изображена на других скульптурах. Шлем на этой скульптуре украшен грифонами на каждой стороне гребня и две совы на забрале.
Искусствоведы разошлись во мнении — кто автор этой работы. Одни считают, что это может быть работа Кефизодотоса (Cephisodotos)а; другие говорят, что это может быть работа Евфранора. Но так и остаётся неизвестным.